# TOI-1136
Désignations
TOI-1136 est une étoile naine jaune de la constellation boréale du Dragon. Sa magnitude apparente est de 9,53. D'après la mesure de sa parallaxe annuelle par le satellite Gaia, elle est située à environ ∼ 276 a.l. (∼ 84,6 pc) de la Terre. Elle s'en éloigne à une vitesse radiale héliocentrique de +7,5 km/s. Elle héberge un système d'au moins six, voire sept exoplanètes.

## Propriétés
TOI-1136 est une naine jaune de type spectral G5. Elle apparaît très similaire au Soleil en termes de masse, de rayon et de température de surface, mais elle est beaucoup plus jeune que lui, avec un âge d'environ 700 millions d'années. Elle tourne également plus rapidement que lui, avec une période de rotation de 8,4 jours, à comparer aux 27,3 jours (en moyenne) du Soleil.

## Système planétaire

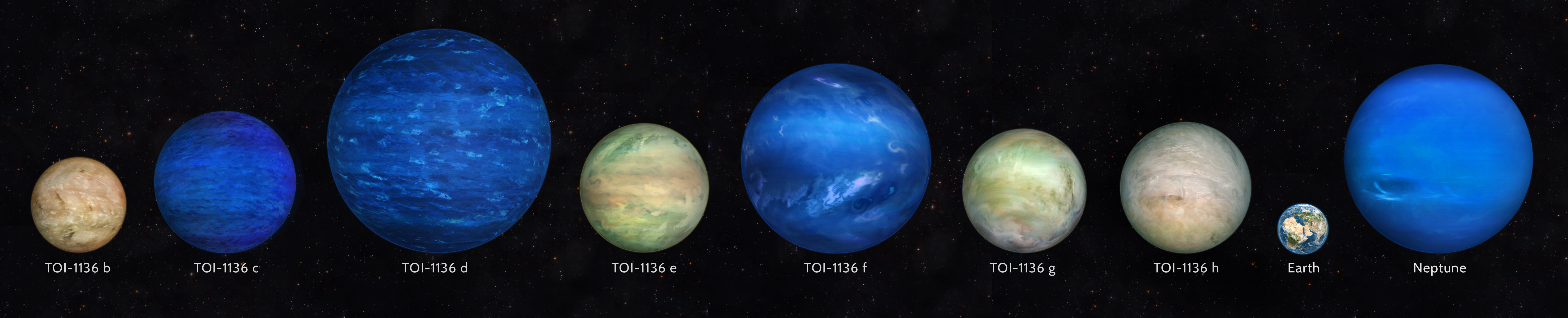
Vue d'artiste des planètes du système de TOI-1136 et comparaison de leurs tailles avec la Terre et Neptune.

En 2022, le satellite TESS a découvert que TOI-1136 possède six planètes qui transitent. Elle orbitent toutes plus près de leur étoile que Mercure ne l'est du Soleil et ce sont toutes des planètes de type Neptune ou des mini-Neptunes. Leurs masses ont pu être mesurées grâce à la combinaison des méthodes des vitesses radiales et  de la variation du moment de transit, montrant qu'elles ont de faibles densités. Les planètes sont en résonance orbitale, avec des périodes orbitales ayant des rapports proches de 3:2, 2:1, 3:2, 7:5 et 3:2.
Un possible et unique transit d'une septième planète a également été identifié dans les données. Cette planète candidate serait également de type sous-Neptune, mais son orbite est mal déterminée. Si elle est confirmée, cela ferait de TOI-1136 l'un des systèmes planétaires les plus peuplés connus.
| Planète       | Masse              | Demi-grand axe (ua) | Période orbitale (jours) | Excentricité    | Inclinaison       | Rayon                 |
| ------------- | ------------------ | ------------------- | ------------------------ | --------------- | ----------------- | --------------------- |
| b             | 3,50+0,8 −0,7 M🜨   | 0,051 06 ± 0,000 9  | 4,172 7 ± 0,000 3        | 0,027 ± 0,009   | 86,44+0,27 −0,21° | 1,90+0,21 −0,15 R🜨    |
| c             | 6,32+1,1 −1,3 M🜨   | 0,066 9 ± 0,000 5   | 6,257 4 ± 0,000 2        | 0,11 ± 0,01     | 89,42+0,39 −0,55° | 2,879+0,060 −0,062 R🜨 |
| d             | 8,35+1,8 −1,6 M🜨   | 0,106 2 ± 0,000 8   | 12,519 9 ± 0,000 4       | 0,042 ± 0,004   | 89,41 ± 0,28°     | 4,627+0,077 −0,072 R🜨 |
| e             | 6,07+1,09 −1,01 M🜨 | 0,139 ± 0,002       | 18,801 ± 0,001           | 0,042 5 ± 0,004 | 89,31+0,26 −0,18° | 2,639+0,072 −0,088 R🜨 |
| f             | 9,7+3,9 −3,7 M🜨    | 0,174 ± 0,002       | 26,321 ± 0,001           | 0,001 ± 0,001   | 89,38+0,22 −0,17° | 3,88 ± 0,11 R🜨        |
| g             | 5,6+4,1 −3,2 M🜨    | 0,229 ± 0,003       | 39,545 ± 0,002           | 0,04 ± 0,01     | 89,65+0,18 −0,13° | 2,53+0,11 −0,12 R🜨    |
| h (candidate) | < 18,8 M🜨          | ~0,36               | ~77                      | 0,04+0,05 −0,03 | 89,68 ± 0,02°     | 2,68+0,20 −0,18 R🜨    |